# Флаг Псковской области
Флаг Пско́вской области — опознавательно-правовой знак, служащий официальным символом Псковской области Российской Федерации.
Флаг утверждён законом Псковской области от 28 декабря 2018 года № 1916-ОЗ и 20 февраля 2019 года внесён в Государственный геральдический регистр Российской Федерации с присвоением регистрационного номера 12153.

## Описание
«Флаг Псковской области представляет собой прямоугольное полотнище голубого цвета с отношением ширины к длине 2:3, несущее изображение длани, облака и барса из герба Псковской области в телесном, белом и жёлтом цветах с применением более тёмных оттенков. Вдоль древка расположена белая полоса длиной в 1/7 ширины полотнища, по правой кромке которой расположен в один ряд орнамент из треугольников, соответствующий псковскому архитектурному декору „бегунец“».
Оборотная сторона флага Псковской области является зеркальным отображением его лицевой стороны.

## История
Из всех субъектов федерации Псковская область последней в Российской Федерации установила собственный флаг.
29 апреля 2004 года, постановлением Псковского областного собрания депутатов № 736, было решено отклонить проект закона Псковской области «О флаге Псковской области» внесённый депутатом Павлом Николаевым. Флаг представлял собой изображение золотого барса на красном фоне. По мнению автора, предлагаемый флаг символизирует преемственность поколений — «барс идёт от царей, красный цвет — от Советской власти». Кроме того, «всегда на Руси красный цвет считался красивым».
25 мая 2004 года, распоряжением Администрации Псковской области № 416-р, была создана рабочая группа по разработке проектов законов Псковской области о флаге и гербе Псковской области под председательством заместителя главы Администрации области и председателя геральдического совета при Администрации области Александра Котова, которому было поручено обеспечить разработку указанных законопроектов в срок до 1 сентября 2004 года.
26 февраля 2009 года, членами комитета по законодательству и экономической политике Псковского областного Собрания, был рассмотрен новый проект закона «О флаге Псковской области». Флаг представлял собой синее прямоугольное полотнище, в центре которого помещён идущий жёлтый барс с чёрными пятнами, чёрным кончиком носа, жёлтым языком и зубами; в верхней части полотнища, вплотную к его краю — изображение руки (десницы Божией), выходящей из облаков.
По словам заместителя губернатора Псковской области Александра Котова, в разработке флага принимал участие Геральдический совет при Президенте Российской Федерации и у геральдического совета по элементам флага и полотнищу возражений не было, споры вызвали только чёрные пятна на барсе. В процессе обсуждения флаг был раскритикован как не отражающий ни будущего, ни настоящего Псковской области. Пятна на барсе сравнили с пятнами больного ветрянкой или крапивницей, самого барса обвинили в людоедстве и в том, что он не обитает на территории Псковской области и т. д. В общем была отмечена сыроватость проекта и было решено отложить рассмотрение этого вопроса, чтобы изучить все имеющиеся в истории Псковской области полковые знамёна и, привлекая историков и краеведов, ещё раз подумать над флагом.
22 декабря 2014 года, на заседании Общественной палаты Псковской области, был рассмотрен новый проект флага Псковской области, который представил депутат Государственной думы Российской Федерации Александр Васильев. В результате рассмотрения, Общественная палата решила внести законопроект о флаге региона на рассмотрение Псковского областного Собрания депутатов в январе — феврале 2015 года.
Флаг прошёл предварительную экспертизу в Геральдическом совете при Президенте Российской Федерации и получил высокую оценку, в частности было отмечено, что проект составлен на высоком геральдическом уровне, отвечает всем требованиям, предъявляемым к знакам такого рода, не вызывает никаких возражений и замечаний.
Флаг представляет собой синее полотнище с белым и жёлтым краями, которые повторяют абрис короны князя Довмонта, легендарного защитника Пскова. В центре полотнища изображён барс, хвост которого, как и у природного прототипа, не заканчивается кисточкой (в отличие от барса на флаге Пскова).
Авторами-разработчиками выступили: секретарь Гильдии геральдических художников Дмитрий Иванов, председатель Гильдии геральдических художников, член Геральдического совета при Президенте Российской Федерации Михаил Медведев, вице-председатель Гильдии геральдических художников, член Геральдического совета при Президенте Российской Федерации, заслуженный художник Российской Федерации Михаил Шелковенко.
28 декабря 2018 года принят закон «О флаге Псковской области», который вступил в силу 8 января 2019 года.

## Флаги муниципальных образований
На 1 января 2020 года в Псковской области насчитывалось 136 муниципальных образований — 2 городских округа, 24 муниципальных района, 25 городских и 85 сельских поселений.

### Флаги городских округов
| Флаг | Наименование                                         | Дата утверждения | Номер в ГГР |
| ---- | ---------------------------------------------------- | ---------------- | ----------- |
|      | Флаг муниципального образования «Город Псков»        | 16 июля 2010     | 6265        |
|      | Флаг муниципального образования «Город Великие Луки» | 29 апреля 2005   |             |

### Флаги муниципальных районов
| Флаг | Наименование                                          | Дата утверждения | Номер в ГГР |
| ---- | ----------------------------------------------------- | ---------------- | ----------- |
|      | Флаг муниципального образования «Великолукский район» | 26 декабря 2001  | 896         |
|      | Флаг муниципального образования «Гдовский район»      | 11 июня 2002     | 1061        |
|      | Флаг муниципального образования «Дновский район»      | 19 февраля 2021  |             |
|      | Флаг муниципального образования «Невельский район»    | 16 октября 2002  | 1239        |
|      | Флаг муниципального образования «Новоржевский район»  | 5 февраля 2021   |             |
|      | Флаг муниципального образования «Опочецкий район»     | 5 декабря 2019   | 12917       |
|      | Флаг муниципального образования «Плюсский район»      | 22 мая 2008      |             |

| Флаг | Наименование                                               | Дата утверждения | Номер в ГГР |
| ---- | ---------------------------------------------------------- | ---------------- | ----------- |
|      | Флаг муниципального образования «Порховский район»         | 24 декабря 2020  |             |
|      | Флаг муниципального образования «Псковский район»          | 20 июня 2001     | 841         |
|      | Флаг муниципального образования «Пустошкинский район»      | 29 июня 2007     | 3549        |
|      | Флаг муниципального образования «Пушкиногорский район»     | 25 декабря 2020  |             |
|      | Флаг муниципального образования «Пыталовский район»        | 20 июля 2005     | 1937        |
|      | Флаг муниципального образования «Струго-Красненский район» | 23 декабря 2008  |             |

### Флаги городских поселений
| Флаг | Наименование                                                    | Дата утверждения | Номер в ГГР |
| ---- | --------------------------------------------------------------- | ---------------- | ----------- |
|      | Флаг городского поселения «Пушкиногорье» Пушкиногорского района | 12 августа 2010  | 6362        |

### Флаги сельских поселений
| Флаг | Наименование                                                                 | Дата утверждения | Номер в ГГР |
| ---- | ---------------------------------------------------------------------------- | ---------------- | ----------- |
|      | Флаг муниципального образования «Гультяевская волость» Пустошкинского района | 31 марта 2011    | 6887        |
|      | Флаг муниципального образования «Карамышевская волость» Псковского района    | 28 июня 2010     | 6305        |

| Флаг | Наименование                                                                | Дата утверждения | Номер в ГГР |
| ---- | --------------------------------------------------------------------------- | ---------------- | ----------- |
|      | Флаг муниципального образования «Полновская волость» Гдовского района       | 30 июля 2012     | 7897        |
|      | Флаг муниципального образования «Пригородная волость» Пустошкинского района | 31 марта 2011    | 8882        |
|      | Флаг муниципального образования «Щукинская волость» Пустошкинского района   | 27 июля 2016     | 11120       |

### Упразднённые флаги
| Флаг | Наименование                                  | Дата утверждения | Дата отмены  |
| ---- | --------------------------------------------- | ---------------- | ------------ |
|      | Флаг муниципального образования «Город Псков» | 10 июля 2001     | 16 июля 2010 |